# Krigsåret 1875

## Pågående krig
- Tredje carlistkriget (1872-1876)[1]
  - Spanien på ena sidan
  - Karlister på andra sidan

## Händelser
- 7 maj – Fördraget i Sankt Petersburg mellan Kejsardömet Japan och Tsarryssland undertecknas, det ratificeras den 22 augusti.
- 7 september – Slaget vid Agurdat.

## Födda
- 13 juni – Ivan Lindhé, svensk officer.
- 5 augusti – Malin Craig, amerikansk general och USA:s arméstabschef 1935-1939.
- 12 december – Gerd von Rundstedt, tysk general.
- okänt datum – Kristian Laake, norsk överbefälhavare.

## Avlidna
- 17  maj - John Cabell Breckinridge, född 1821, amerikansk advokat, politiker och general för Amerikas konfedererade stater under Amerikanska inbördeskriget
- 30 juli - George Edward Pickett, född 1825, general i Amerikas konfedererade staters här under Amerikanska inbördeskriget.
- 14 juli Guillaume-Henri Dufour, född 1787, schweizisk general, kartograf, politiker och humanist.
- Joaquín Eufrasio Guzmán, född 1880, salvadoransk politiker och officer
- Hans Haslum, , född 1789, norsk sergeant och medlem av Riksförsamlingen på Eidsvoll 17 maj 1814.

### Fotnoter
1. ↑  ”Chronological List of All Wars”. Arkiverad från originalet den 9 oktober 2014. https://web.archive.org/web/20141009082543/http://www.correlatesofwar.org/COW2%20Data/WarData_NEW/WarList_NEW.pdf. Läst 30 juni 2011.